# Diego Abatantuono
Diego Abatantuono (Milán, 20 de mayo de 1955) es un actor y guionista italiano. 

## Biografía
Diego nace en Milán (Italia) y comienza muy pronto a trabajar en el mundo de la escena. Debuta en el cine a mediados de los 70 y consigue cobrar protagonismo en 1985 en la película  de Pupi Avati Regalo di Natale con la que lograría su primera candidatura al David de Donatello. En 1991 participa en Mediterráneo, dirigida por Gabriele Salvatores, que ganaría el Óscar a la mejor película extranjera. 
En 1993 rueda la película Por amor, sólo por amor en una de las primeras actuaciones internacionales de Penélope Cruz. Trabajaría con más actrices españolas como Inés Sastre en El testigo del esposo (1998) y con Aitana Sánchez-Gijón en No tengo miedo (2003).
Ha sido candidato al David de Donatello en 5 ocasiones al mejor actor y mejor actor de reparto.

## Filmografía

### Actor
- Liberi armati pericolosi (1976)
- Saxofone (1978)
- Prestami tua moglie (1980)
- Arrivano i gatti (1980)
- Il pap'occhio (1980)
- Una vacanza bestiale (1980)
- Fantozzi contro tutti (1980)
- Fico d'India (1980)
- I fichissimi (1981)
- Il tango della gelosia (1981)
- I carabbinieri (1981)
- Viuuulentemente mia (1982)
- Sballato, gasato, completamente fuso (1982)
- Biancaneve & Co. (1982)
- Eccezzziunale... veramente (1982)
- Scusa se è poco (1982)
- Grand Hotel Excelsior (1982)
- Attila flagello di Dio (1982)
- Arrivano i miei (1982)
- Il Ras del quartiere (1983)
- Regalo di natale (1986)
- Un ragazzo di Calabria (1987)
- Ultimo minuto (1987)
- Strana la vita (1987)
- Kamikazen (ultima notte a Milano) (1987)
- I cammelli (1988)
- Marrakech Express (1989)
- Turné (1989)
- Vacanze di Natale 90 (1990)
- Mediterráneo (1991)
- Puerto Escondido (1992)
- Nel continente nero (1992)
- Arriva la bufera (1992)
- Per amore, solo per amore (1993)
- Il toro (1994)
- Viva San Isidro! (1995)
- Camerieri (1995)
- Il barbiere di Rio (1996)
- Nirvana (1997)
- Figli di Annibale (1998)
- Paparazzi (1998)
- Matrimoni (1998)
- Il testimone dello sposo (1998)
- Metronotte (2000)
- Concorrenza sleale (2000)
- Mari del sud (2000)
- Amnèsia (2001)
- Momo alla conquista del tempo (2001)
- La rivincita di Natale (2003)
- Io non ho paura (2003)
- Eccezzziunale... veramente - Capitolo secondo... me (2006)
- La Cena per farli conoscere (2007)
- 2061 - An exceptional year (2007)
- L'abbuffata (2007)
- I mostri oggi (2009)
- Gli amici del bar Margherita (2009)
- Things from Another World (2011)

### Guionista
- Eccezzziunale... veramente (1982)
- Il Ras del quartiere (1983)
- Puerto escondido (1992)
- In barca a vela contromano (1997)
- Figli di Annibale (1998)

- Datos: Q34922
- Multimedia: Diego Abatantuono / Q34922